# ミス・ユニバース2010
ミス・ユニバース2010（Miss universe 2010、第59回ミス・ユニバース世界大会）は2010年8月23日にアメリカ合衆国ネバダ州ラスベガスのマンダレイ・ベイ・イベント・センターで開催された。ラスベガスでの開催は1991年、1996年に続き3回目である。最後にメキシコのヒメナ・ナバレッテが優勝し、ベネズエラのステファニア・フェルナンデスから後継者として栄冠を授けられた。
日本からは板井麻衣子が代表として出場した。

## 最終結果

### 入賞者
| 最終結果             | 参加者 |
| -------------------- | --- |
| ミス・ユニバース2010 | - メキシコ – ヒメナ・ナバレッテ（Ximena Navarrete） |
| 第2位                | - ジャマイカ – イエンディ・フィリップス（Yendi Phillipps） |
| 第3位                | - オーストラリア – ジェシンタ・キャンベル（Jesinta Campbell） |
| 第4位                | - ウクライナ – アンナ・ポスラフスカ（Anna Poslavska） |
| 第5位                | - フィリピン – ヴィーナス・ラジ（Venus Raj） |
| トップ10             | - アルバニア – アンゲラ・マルティニ - グアテマラ – ジェシカ・シール - アイルランド – ロザンナ・パーセル - プエルトリコ – マリアナ・ヴィチェンテ - 南アフリカ – ニコル・フリント |
| トップ15             | - ベルギー – シルー・アニーズ - コロンビア – ナタリア・ナバロ - チェコ – イトカ・ヴァルコヴァ - フランス – マリカ・メナード - ロシア – イリーナ・アントネンコ                   |

### 特別賞
- ベスト・ナショナル・コスチューム、ミス・フォトジェニック - フォンティップ・ワチャラトラクーン（ タイ）
- ミス・コンジニアリティ - ジェシンタ・キャンベル（ オーストラリア）

### スコア
| \| 国名 \| スイムスーツ審査 \| イブニングガウン審査 \| \| -------------- \| ---------------- \| -------------------- \| \| メキシコ \| 9.265 (2) \| 8.913 (1) \| \| ジャマイカ \| 9.426 (1) \| 8.884 (2) \| \| オーストラリア \| 8.543 (5) \| 8.841 (3) \| \| ウクライナ \| 8.333 (7) \| 8.743 (4) \| \| フィリピン \| 8.957 (3) \| 8.714 (5) \| \| アルバニア \| 8.229 (8) \| 8.693 (6) \| \| アイルランド \| 8.784 (4) \| 8.548 (7) \| \| 南アフリカ \| 8.229 (8) \| 8.420 (8) \| \| グアテマラ \| 8.071 (10) \| 8.286 (9) \| \| プエルトリコ \| 8.443 (6) \| 7.971 (10) \| \| ロシア \| 7.843 (11) \| \| \| コロンビア \| 7.643 (12) \| \| \| フランス \| 7.586 (13) \| \| \| ベルギー \| 7.571 (14) \| \| \| チェコ \| 7.429 (15) \| \| | Winner (優勝) First runner-up (準グランプリ) Second runner-up (第3位) Third runner-up (第4位) Fourth runner-up (第5位) Top 10 Top 15 (#) Rank in each round of competition |                      |
| 国名 | スイムスーツ審査 | イブニングガウン審査 |
| メキシコ | 9.265 (2) | 8.913 (1)            |
| ジャマイカ | 9.426 (1) | 8.884 (2)            |
| オーストラリア | 8.543 (5) | 8.841 (3)            |
| ウクライナ | 8.333 (7) | 8.743 (4)            |
| フィリピン | 8.957 (3) | 8.714 (5)            |
| アルバニア | 8.229 (8) | 8.693 (6)            |
| アイルランド | 8.784 (4) | 8.548 (7)            |
| 南アフリカ | 8.229 (8) | 8.420 (8)            |
| グアテマラ | 8.071 (10) | 8.286 (9)            |
| プエルトリコ | 8.443 (6) | 7.971 (10)           |
| ロシア | 7.843 (11) |                      |
| コロンビア | 7.643 (12) |                      |
| フランス | 7.586 (13) |                      |
| ベルギー | 7.571 (14) |                      |
| チェコ | 7.429 (15) |                      |